# Lizzy Lind af Hageby
Emilie Augusta Louise (Lizzy) Lind af Hageby, född 20 september 1878 i Stockholm, död 26 december 1963 i London, var en svensk-brittisk djurrättsaktivist, feminist, spiritist och skribent, främst känd genom sitt engagemang mot vivisektion vid medicinutbildningarna i England som ledde till den så kallade bruna hund-affären.

## Biografi
Lind af Hageby föddes in i en adlig svensk familj som dotter till advokaten Emil Lind af Hageby och Carolina Eriander samt sondotter till kammarherren Carl Lind af Hageby. Hon studerade vid Cheltenham Ladies College i England, vilket gav henne en typ av utbildning som inte var tillgänglig för merparten kvinnor vid den här tiden. Detta, i kombination med en privat förmögenhet från hennes familj, gjorde det möjligt för henne att driva politisk aktivism, skriva och resa runt i världen för att föreläsa, först i frågor mot barnarbete och prostitution, sen till stöd för kvinnans frigörelse och senare djurrättsfrågor.
Efter college bodde Lind av Hageby år 1900 tillsammans med vännen Leisa Katherine Schartau 1900 i Paris, där de bland annat besökte Pasteur-institutet. De regerade mot den vivisektion som de fick bevittna där och när de återvände till Sverige gick de med i Nordiska samfundet till bekämpande av det vetenskapliga djurplågeriet, som idag heter Djurens Rätt. Lind av Hageby blev hedersledamot i samfundet år 1901. Året därpå bestämde sig de båda kvinnorna för att söka sig till London School of Medicine for Women för att få den medicinska utbildning som de ansåg sig behöva för sin antivivisektionaktivism.
Hösten 1902 påbörjade Lind af Hageby och Schartau sina studier vid London School of Medicine for Women. Det förekom inga vivisektioner på skolan men studenterna hade besöksrättigheter till andra högskolor i London, så Lind af Hageby och Schartau deltog i demonstrationer på King's College och University College, den senare ett centrum för djurförsök.
Kvinnorna förde dagbok och i april 1903 visade de den för Stephen Coleridge, sekreterare vid brittiska National Anti-Vivisection Society. Manuskriptet på 200 sidor innehöll ett påstående, i ett kapitel som kallades "Roligt", som fångade hans uppmärksamhet, nämligen att en brun terrier hade opererats flera gånger under en tvåmånadersperiod av flera olika forskare och sedan dissekerats – utan narkos, enligt dagboken – framför en publik av skrattande medicinstudenter
| ” | En stor hund, utsträckt på rygg på ett operationsbord, bärs in i föreläsningsrummet av föreläsaren och laboratorieassistenten. Benen fastsatta på brädan, huvudet i den vanliga positionen och käften rejält surrad så att den inte ska kunna låta. Det finns ett stort snitt på sidan av nacken som exponerar körtlarna. Djurent uppvisar alla tecken på intensivt lidande; I sina kampar lyfter han gång på gång sin kropp från operationsbordet och gör kraftfulla försök att bli fri. | „ |

Om dessa påståenden var sanna hade djurförsöket brutit mot Cruelty to Animals Act 1876, vilken krävde att vid den här typen av förfarande skulle djuret bedövades och bara användas en gång innan de avlivades. (Andra licenser tillät vivisektion av djur som var vid medvetande.) Coleridge anklagade Bayliss offentligt för att ha brutit mot lagen. Bayliss svarade med en rättegång.
Rättegången startade i november 1903. Vid denna tidpunkt hade dagboken publicerats av Ernest Bell of Covent Garden, först under titeln Eye-Witnesses ("Ögonvittnen"), senare som The Shambles of Science: Extracts from the Diary of Two Students of Physiology ("Vetenskapens smutsiga sida: Utdrag ur två fysiologistudenters dagboken"). Lind af Hageby och Schartau vittnade om att de hade sett när hunden kom in i föreläsningssalen, sa att de inte hade känt lukten eller sett någon apparat som skulle ge A.C.E. blandning vilket brukade användas som narkos. De vittnade om att hunden hade gjort rörelser som de betraktade som "våldsamma och målmedvetna". Bayliss i sin tur vittnade om att hunden hade bedövats och lidit av danssjuka, som orsakar ofrivilliga spasmer.
Juryn accepterade Bayliss utsaga och tilldelade honom £ 2 000 i skadestånd och £ 3 000 i rättegångskostnader. Förläggaren drog tillbaka dagböckerna och lämnade alla återstående kopior till Bayliss advokat. Lind av Hageby återpublicerade den senare utan kapitlet "Roligt", med ett nytt kapitel om rättegången och en femte utgåva kom ut 1913. Den långvariga skandalen ledde till att regeringen inrätta The Second Royal Commission on Vivisection in 1907

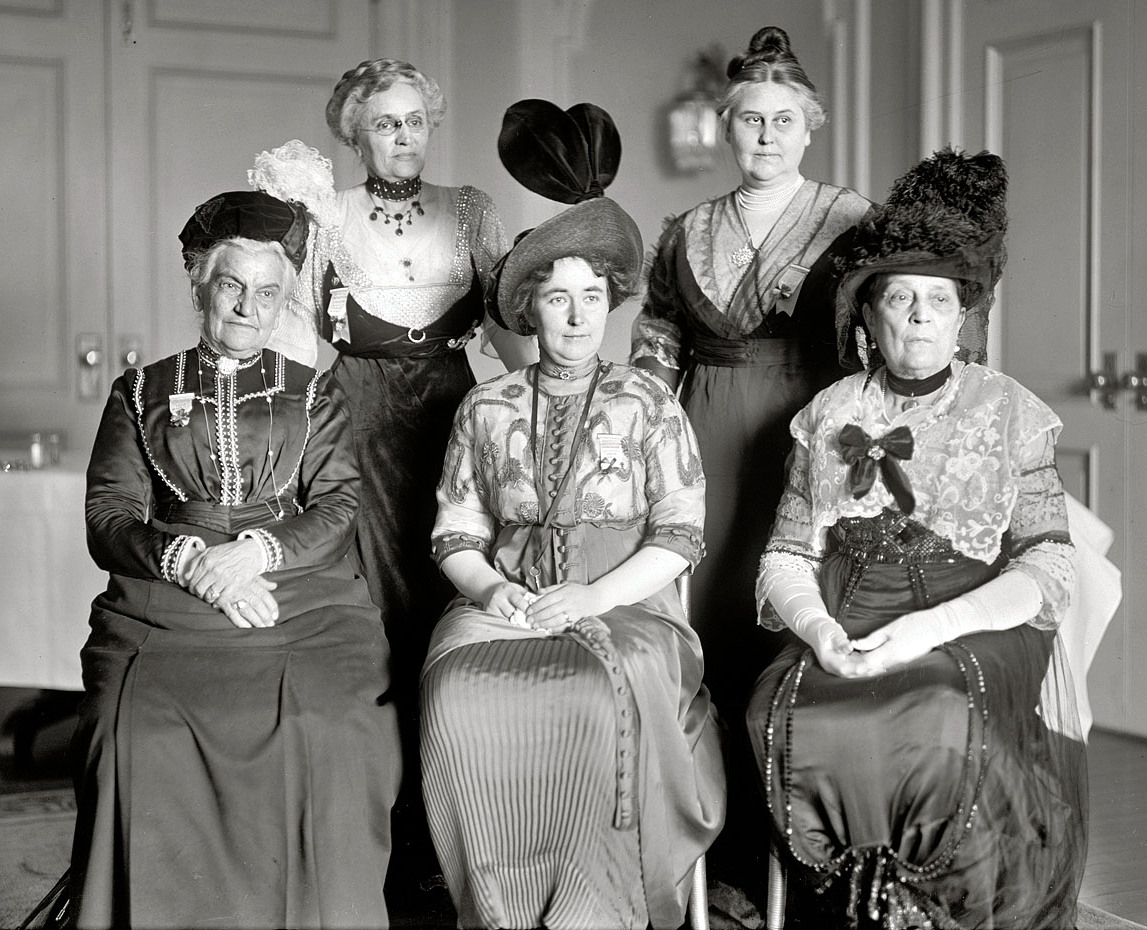
International Anti-Vivisection Congress, 1913. Bakre raden: Mrs. Clinton Pichney Farrell, Mrs. Florence Pell Warning. Främre raden: Mrs. Caroline E. White, Miss Lind-af-Hageby, Mrs. R. G. Ingersoll.

Tillsammans med hertiginnan Nina Douglas-Hamilton grundade Lind av Hageby 1906 Animal Defense and Anti-Vivisection Society (ADAVS) som hade butik och kontor på 170 Piccadilly i London. Som del av föreningens arbete skrev Lind af Hageby omkring 1906 petitionen, An Anti-Vivisection Declaration ("En antivivisektiondeklaration"), som distribuerades runt om i världen, översattes till flera språk och undertecknades av framstående antivivisektionister. I juli 1909 organiserade hon den första internationella antivivisektionskonferensen i London. Konferensen förordade gradvisa förändringar i kampen för att få slut på vivisektionsförfarandet.
Lind af Hageby föreläste mot och debatterade vivisektion i England och i USA (1909). Utöver sitt engagemang mot vivisektion förespråkade Lind af Hageby sociala reformer och jämlika levnadsförhållanden som prioriterad metod mot mänskliga sjukdomar. Schartau och Lind af Hageby var båda strikta vegetarianer. I en omskriven rättegång 1913, då Lind af Hageby stämt tidningen Pall Mall Gazette för förtal, skötte Lind af Hageby oberoende sin talan i totalt 32 timmar trots att kvinnor vid denna tid inte ägde rätten att bli advokater eller åklagare. The Nation skrev den 26 april 1913: "The long trial revealed the most brilliant piece of advocacy that the Bar has known since the day of Russell, though it was entirely conducted by a woman. Women, it appears, may sway courts and judges, but they may not even elect to the High Court of Parliament."
Lizzy Lind af Hageby skrev en större biografi över August Strindberg: "August Strindberg: The spirit of revolt - studies and impressions" (1913) samt grundade The International Humanitarian Bureau i Genève 1928.
Lind af Hageby var också spiritist och från 1935 till 1943 ordförande för London Spiritualist Alliance.
Lizzy Lind af Hageby var syster till Ernst Lind af Hageby och faster till Bengt Lind af Hageby.